# Brackenber
Brackenber – przysiółek w Anglii, w Kumbrii. Leży 3,8 km od miasta Appleby-in-Westmorland, 48,2 km od miasta Carlisle i 374,8 km od Londynu.

## Etymologia
Źródło:

Nazwa miejscowości na przestrzeni wieków:
- 1256 w. – Braccenberg
- 1256 w. – Brakenb'
- 1635 w. – Brackenbarr
- 1679 w. – Brackinber(r)
- 1681 w. – Breckonbare
- 1777 w. – Brackenber